# Rhododendron coelorum
Rhododendron coelorum är en ljungväxtart som beskrevs av Herbert Fuller Wernham. Rhododendron coelorum ingår i släktet rododendron, och familjen ljungväxter. Inga underarter finns listade i Catalogue of Life.